# Droga wojewódzka 540
Die Droga wojewódzka 540 (DW 540) ist eine 16 Kilometer lange Droga wojewódzka (Woiwodschaftsstraße) in der polnischen Woiwodschaft Masowien, die Bielsk mit Sikórz verbindet. Die Strecke liegt im Powiat Płocki.

## Streckenverlauf
Woiwodschaft Masowien, Powiat Płocki
-  Bielsk (DK 60, DW 560)
- Cekanowo
- Zągoty
- Nowe Proboszczewice
- Stare Proboszczewice
- Kamionki
-  Sikórz (DW 559)